# أوسترهاوت
أوسترهاوت Oosterhout  بلدية وبلدة بمقاطعة شمال برابنت، جنوبي هولندا.

## طوبوغرافيا
خريطة طوبوغرافية هولندية لبلدية أوسترهاوت، مارس 2014، (تقرأ بعد ثلاث نقرات على الخريطة).

## معرض صور

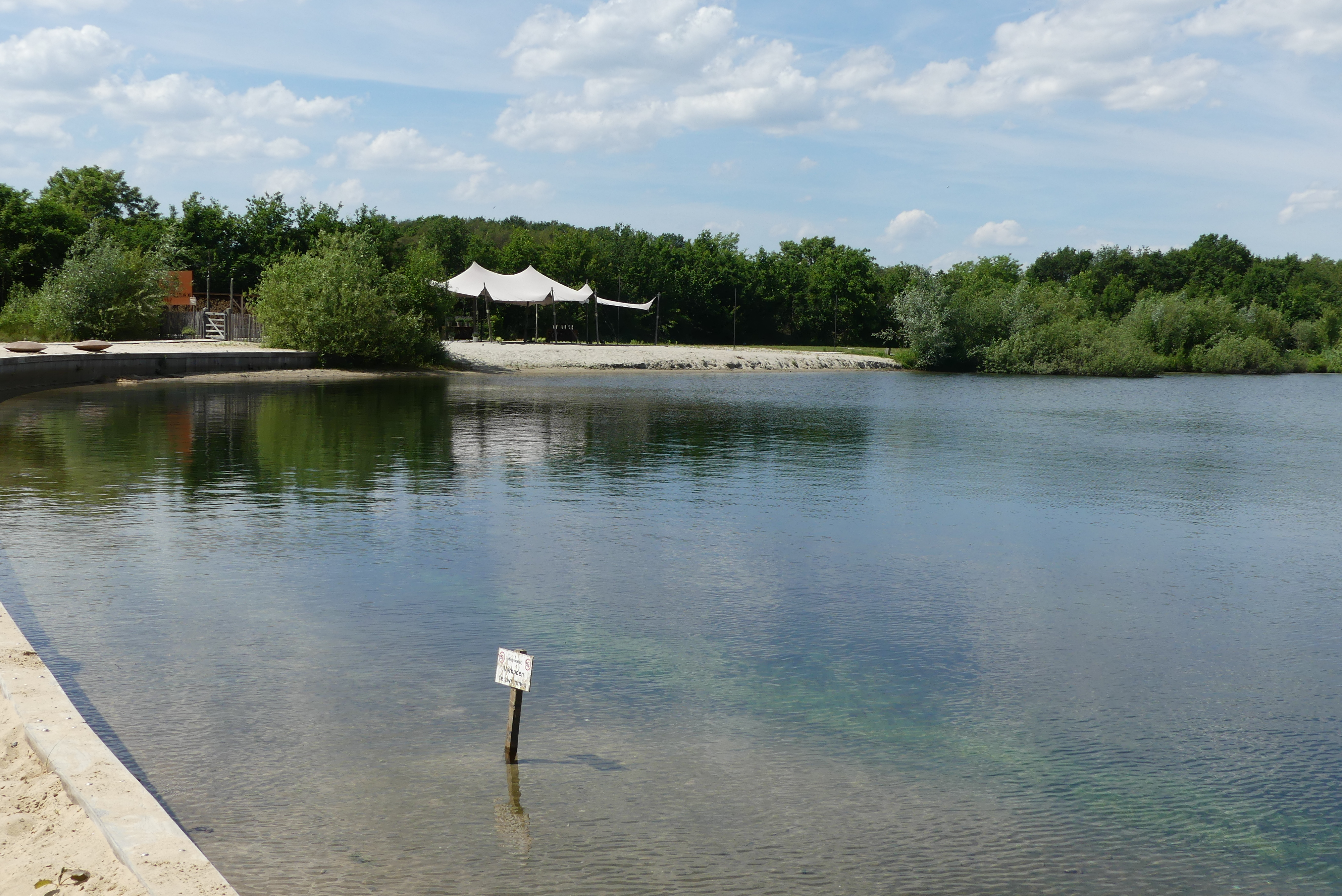
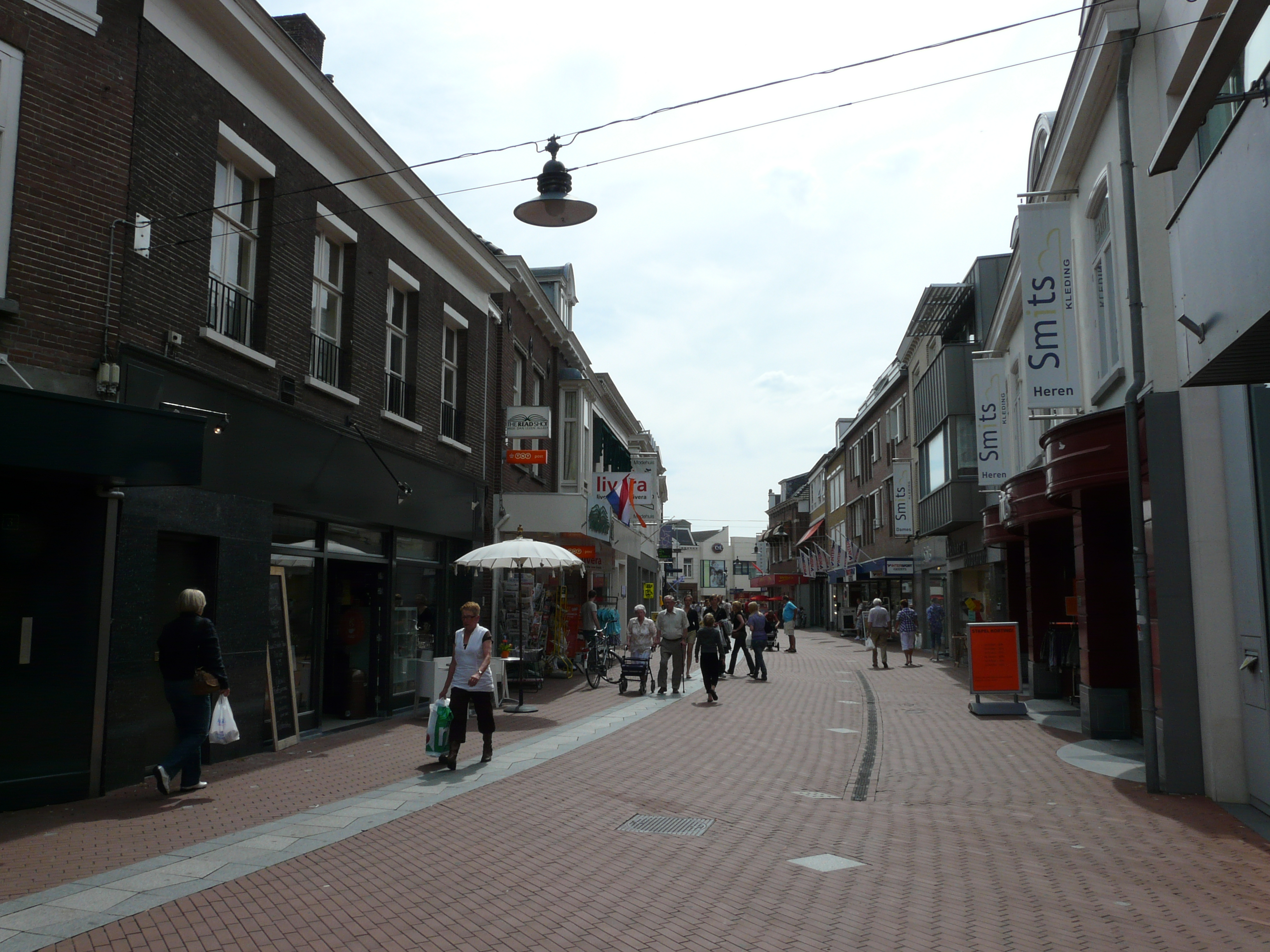
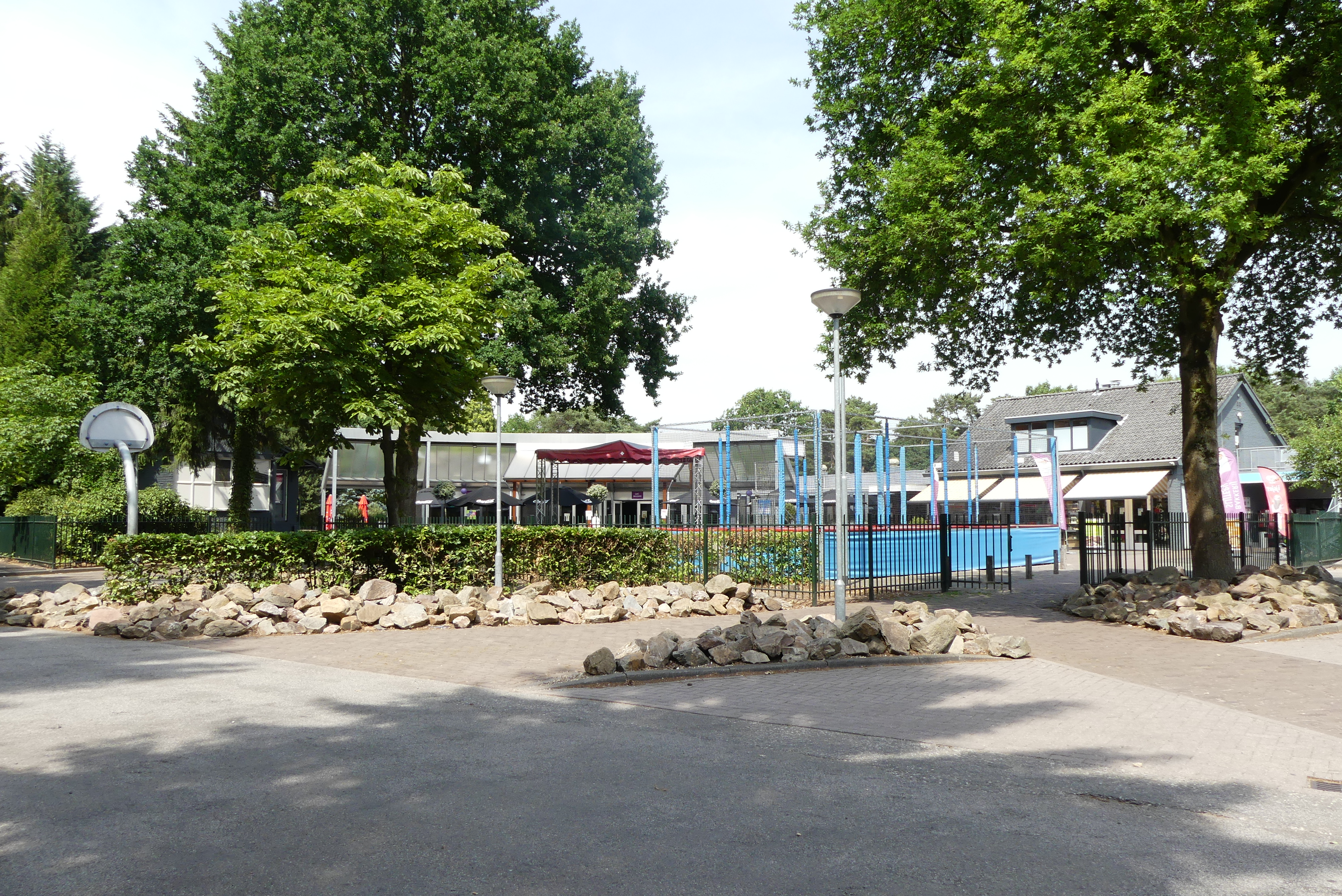

## أعلام
- سنوك هرخرونيه